# 15954 Divjotbedi
15954 Divjotbedi este o planetă minoră (asteroid), cu un diametru de 11,62 km, din centura de asteroizi. A fost descoperită pe 23 ianuarie 1998 la Experimental Test Site⁠(d) de Lincoln Near-Earth Asteroid Research. 
Obiectul prezintă o orbită caracterizată de o semiaxă mare de 2,7284613 UAi, o excentricitate de 0,03, o înclinație de 6,42891 ° în raport cu ecliptica.